# Zone 4
La Zone 4 est une des quatre « zones » de la commune de Marcory, à Abidjan, en Côte d'Ivoire. Le quartier de Zone 4 est elle-même divisé en quatre zones : 4-A, 4-B, 4-C et 4-D.
Se situant entre le boulevard Valéry-Giscard-d’Estaing et le boulevard de Marseille, la Zone 4 est le lieu de résidence historique des expatriés (environ 70 % y résident encore aujourd'hui) – à commencer par les Français – et des Libanais fortunés établis de longue date. L'origine de cette situation est la position géographique du quartier, non loin de l’aéroport international Félix-Houphouët-Boigny en cas de troubles civils et à proximité de la base militaire française de Port-Bouët. 
Le quartier est en revanche désormais moins excentré depuis la construction du pont Henri-Konan-Bédié, qui le relie directement à Cocody. 
Dans ce faubourg chic et résidentiel du sud de la ville sont regroupés les grands supermarchés, les sièges locaux des multinationales. La Zone 4 est aussi célèbre pour sa vie nocturne effrénée, avec une grande concentration de restaurants et de night-clubs. La rue Pierre-et-Marie-Curie est ainsi surnommée rue Serpent, en référence aux sifflets lancés par les prostituées qui à la recherche de client et qui arpentent cette artère. 